# 디 O.C. (프로레슬링)

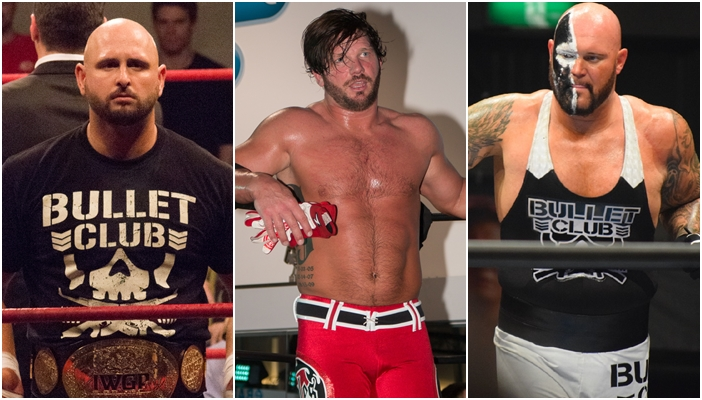

디 O.C. (The O.C.)은 WWE의 혼성 4인조 선역 스테이블로 신일본 프로레슬링의 악역 스테이블 뷸렛 클럽을 모태로 하고 멤버들 또한 그 출신이다. 처음에는 2016년 4월 11일 WWE Raw에서 AJ 스타일스가 루크 갈로스, 칼 앤더슨하고 같이 붙어다니면서 등장을 하지만 2016년 5월 30일 WWE Raw에서 AJ 스타일스가 악역을 하면서 이들은 태그팀 피니쉬가 매직 킬러(에이드 스냅 스윙 넥브레이커)로 사용을 한다. 그리고 AJ 스타일스가 혼자만의 길을 택해 AJ가 빠지고 해체되었다. 그럼에도 불구하고 4월 17일 진행되었던 슈퍼스타 쉐이크업을 통해 2년만에 재결성을 하게 된다.

## 레슬링
- 레슬링 기술
  - AJ 스타일스
    - 퍼나미널 포어암/스타일스 스매쉬(스프링보드 포어암 스매쉬), 스타일스 크래쉬(벨리 투 백 인버티드 매트 슬램), 카프 크러셔

  - 루크 갈로스
    - 갈로스 플립(파이어맨즈 캐리 플랩잭)

  - 칼 앤더슨
    - 다이빙 넥브레이커

  - 미아 임
    - 패키지 파일드라이버